# 10375 Мікіокуґа
10375 Мікіокуґа (10375 Michiokuga) — астероїд головного поясу, відкритий 21 квітня 1996 року.
Тіссеранів параметр щодо Юпітера — 3,523.